# Södra Orremossetjärnen
Södra Orremossetjärnen är en sjö i Årjängs kommun i Värmland och ingår i Göta älvs huvudavrinningsområde.